# Onverwacht Bezoek
Onverwacht bezoek was van 2008 tot 2010 een televisieprogramma dat werd uitgezonden door de Nederlandse publieke omroep EO. Het programma werd gepresenteerd door Marion Lutke en Carla van Weelie.
In dit programma werden Nederlanders gevolgd die om verschillende redenen geëmigreerd zijn. Door dit vertrek zagen ze hun vrienden of familie niet zo vaak als ze willen. Zonder dat ze dit weten kwam er aan het eind van het programma onverwacht visite in de vorm van een goede vriend of familielid.
Het programma werd elke maandagavond op Nederland 1 uitgezonden.